# آدم بالينجير
آدم بالينجير  (بالإنجليزية: Adam Ballinger)‏ مواليد 12 يونيو 1979، هو لاعب كرة سلة أسترالي سابق بدأ مسيرته الاحترافية في سنة 2003.